# Valle de Apan
El Valle de Apan o los Llanos de Apan, también conocido como la Altiplanicie Pulquera es una región del Valle de México, que principalmente comprende municipios del sur del Estado de Hidalgo, parte del altiplano del mismo y comprende incluso algunos municipios del estado de Puebla, Tlaxcala y Estado de México, en la región central de la República Mexicana. Se destacó por ser una prominente zona teotihuacana, posteriormente tolteca y mexica, donde se cultivó especialmente el pulque, bebida que sería popularizada y explotada en la región después de la ocupación española.
A esta zona se le considera la cuna de la charrería en México.

Mapa general del valle de Apan como parte de la cuenca de México.

En la actualidad se dedica a la pesca, la agricultura, especialmente cebada e industrial.  La ciudad principal de los Llanos de Apan es la de nombre homónimo, además de Ciudad Sahagún como la principal de actividad industrial. Comprende en la actualidad a los municipios de Almoloya, Apan, Cuautepec de Hinojosa, Emiliano Zapata, Tlanalapa y Tepeapulco, Zempoala en Hidalgo; Calpulalpan, Tlaxco, Nanacamilpa y Benito Juárez en Tlaxcala, Chignahuapan en Puebla y Axapusco y Otumba en el Estado de México.